# Весна, літо, осінь, зима... і знову весна
«Весна, літо, осінь, зима… і знову весна» (кор. 봄, 여름, 가을, 겨울 그리고 봄, англ. Spring, Summer, Fall, Winter... and Spring) — художній фільм корейського режисера Кім Кі Дука. Фільм розказує про життя монаха та його учня, життя яких розвивається на тлі змін пір року у будинку посеред озера.

## Сюжет
Фільм умовно поділено на декілька частин, кожна з яких знаходить відповідник у часовому вимірі. Відтак це — весна, літо, осінь, зима і знову таки весна. У кожній із частин режисер розповідає нам про буддійського монаха-цілителя та його вихованця, життя яких проходить на пагоді посеред озера.

### Весна
Шестирічний учень прив'язав по камінчику до рибки, змії та жаби та сміявся, дивлячись на те, як важко їм рухатися. Майстер спостерігав за цим. І вночі вчитель прив'язав величезну каменюку до самого хлопчика — поноси, відчуй, як то буває! Коли хлопець попросив зняти камінь, бо йому дуже важко, майстер сказав йому, що зніме камінь тоді, коли той знайде всіх тварин, до яких хлопець прив'язав камінчик і не звільнить їх. «А якщо хтось із трьох — рибки, змії чи жаби — помре, будеш камінь на серці носити все життя.» Хлопець знайшов першою рибку — вона була мертва. Він її поховав. Другою знайшов жабку — вона була там, де він її лишив учора, жива. Хлопець звільнив її. Потім він знайшов труп змії. Весна закінчується тим, що хлопець плаче над трупом змії.

### Літо
Учню вже двадцять років. До пагоди мати приводить свою хвору доньку в надії, що її вилікують. Дівчина живе із монахом та його учнем. Молодик закохався у дівчину і піддався тілесному потягу. Вони кохалися потайки від монаха, дівчина вже була повністю здорова — лікування майстра її врятувало. Коли монах дізнався про них, він зазначив учню «пристрасть веде до жаги володіння, а володіння веде до вбивства» і відправив дівчину додому, бо вона була повністю здорова. Учень утік до міста від вчителя до коханої, забравши із собою статую Будди з пагоди.

### Осінь
Багато років по тому підстаркуватий монах повернувся додому із закупівлі, і побачив у газеті, в яку була завернута їжа, статтю про те, що 30-річний чоловік вбив свою дружину і переховується від влади. Це був його учень. Через декілька днів учень повертається до пагоді зі статуєю Будди, яку він забрав, і монах допомагає йому віднайти внутрішню рівновагу та спокій. Згодом на пагоду приїжджають детективи, які заарештовують учня, який смиренно приймає справедливе покарання за свій вчинок. Коли вони їдуть майстер, який вже доживав свій вік, спалює себе у човні на озері, лишивши по центру пагоди новий комплект такого самого вбрання, яке носив він.

### Зима
Чоловік у віці приходить на замерзле озеро та оселяється на пагоді, налагоджує побут. Вдягає одяг майстра, який той лишив, викопує з криги його рештки — лише зуби, які він потім закутує у червону тканину та вставляє у скульптуру Будди, що він вирізьбив із криги. Скульптуру він ставить під водоспад. Згодом на пагоду приходить жінка з маленькою дитиною. Її обличчя повністю замотане хусткою, обличчя її так і не покажуть. Вночі вона лишає дитину в монастирі та тікає, але провалюється в ополонку і тоне під кригою. Вранці монах знайшов її та дістав з води, щоб подивитися на її обличчя. Дитина залишається в монастирі. 

Прив'язавши до себе величезну каменюку та несучи в руках статую, монах здіймається на гору, спокутуючи цим те, що він у дитинстві зробив з тваринками. Статую він лишив на вершині гори.

### І знову весна
Цикл знову розпочався, новий монах живе у пагоді з усиновленим хлопцем. Хлопчина перевертає черепаху та стукає по панциру, перевіряючи, наскільки він міцний, що перегукується із прив'язуванням камінців до тварин його майстром.

## Стиль
Характерно для власного стилю, Кім Кі Дук вдається до пошуків та досліджень. Як завжди, він вивчає людські емоції. Цього разу — це здатність людини до реінкарнації, пошуку себе у світі. Для відображення цього на екрані, режисерові не потрібні зайві діалоги чи то декорації. Тлом для розвитку подій стає природа з її неминучою циклічністю, а діалоги персонажів зводяться до мінімуму. Знову в творчості Кім Кі Дука виникає образ Природи, яка грає таку ж вагому роль як і решта персонажів.

## Сприйняття
Фільм отримав позитивні рецензії критиків по всьому світу. Максимальні оцінки поставили фільму відомі оглядачі топових світових видань, зокрема Роджер Еберт.
У 2016 році BBC включило фільм у список "100 найкращий фільмів 21 сторіччя".

## Цікаві факти
- В деяких версіях фільму для країн Європи та США були відсутні епізоди катування тваринок хлопцем, а в Німецькій DVD версії було вставлено сцени альтернативного закінчення фільму[6].
- Роль монаха-послідовника у передостанній частині картини зіграв сам режисер ― Кім Кі Дук.

## Нагороди та номінації
- 2004 — Гран-прі II Міжнародного кінофестивалю Pacific Meridian за найкращий повнометражний фільм
- 2003 — Приз глядацьких симпатій Міжнародного Кінофестивалю в Сан-Себастьяні
- 2006 — номінація на премію «Боділ» за найкращий неамериканський фільм
- 2003 — номінація на премію «European Film Awards» в категорії «Міжнародний екран»
- 2003 — п'ять нагород кінофестивалю в Локарно (Don Quixote Award, C.I.C.A.E. Award, Netpac Award, Youth Jury Award).